# Frittenden
Frittenden är en ort och civil parish i grevskapet Kent i sydöstra England. Orten ligger i distriktet Tunbridge Wells, cirka 6 kilometer nordost om Cranbrook. Tätorten (built-up area) hade 261 invånare vid folkräkningen år 2021.